# Leonid Raikhman
 (août 2025).
Améliorez-le ou discutez des points à vérifier. 
 (août 2025).
Si vous disposez d'ouvrages ou d'articles de référence ou si vous connaissez des sites web de qualité traitant du thème abordé ici, merci de compléter l'article en donnant les références utiles à sa vérifiabilité et en les liant à la section « Notes et références ».
 (août 2025).
Leonid Fedorovitch Raikhman (1908-1990) (Леонид Федорович Райхман, également Reichman par transcription, alias Zaitsev), était un officier de sécurité soviétique d’origine juive, devenu lieutenant général du NKVD, du NKGB et du MGB. Il a préparé des preuves relatives au massacre de Katyn pour la Commission Burdenko en 1943, puis pour le Tribunal militaire international de Nuremberg en 1946.

## Biographie

### Débuts et carrière
Entré dans les services de sécurité soviétiques dans les années 1920, Raikhman gravite rapidement au sein du GPU/GUGB puis du NKVD. De 1938 à 1946, il occupe successivement des postes clés dans la direction du contre‑espionnage (2ᵉ direction) du NKVD, puis du NKGB et enfin du MGB. Il devient commissaire de sécurité d’État de 3ᵉ rang avant d’être promu lieutenant‑général en juillet 1945.

### Dossiers majeurs et rôle au procès de Nuremberg
En 1943, Raikhman prépare pour la Commission Burdenko (commission extraordinaire sur le massacre de Katyń) des preuves attribuant l’exécution des officiers polonais à l’armée allemande. Il perpétue cette ligne au procès de Nuremberg en 1946, défendant la thèse soviétique initialement mensongère : que l’Allemagne nazie était responsable du massacre de Katyń.

### Arrestations et répressions
En 1951, Raikhman est arrêté,  accusé d’« activité hostile contre l’État soviétique en tant que nationaliste, d’association avec un groupe de complices et de sabotage au sein des organes de la Tchéka », selon les articles 58-1b, 58-7, 58-10, partie 2, et 58-11 du Code pénal de la RSFSR (appelée « affaire Abakoumov »). Libéré en 1953 après la mort de Staline. Ses fonctions reprennent brièvement au sein du MVD, il occupe le poste de chef de l’inspection de contrôle auprès du Ministre de l’Intérieur de l’URSS du 9 mai au 4 juillet 1953 où il sera renvoyé pour “inaptitude professionnelle” il se retrouve placé en réserve au Ministère de la Défense de l’URSS. Mais il est de nouveau arrêté en août  1953 pour « crime grave contre le Parti Communiste ». En 1956, il est condamné à une peine de prison (initialement 10 ans, réduite à 5 ans en appel)  peine qu’il purge à la prison de Boutyrka. Il est finalement libéré en novembre 1957, par la suite, il travaille comme juriste à Moscou. 
Il est réhabilité à titre posthume le 4 février 2003 par le bureau du procureur militaire principal de la fédération de Russie.

## Distinctions
- Ordre du Drapeau rouge
- Ordre de Koutouzov (2ᵉ classe)
- Ordre de l’Étoile rouge
- Ordre du Badge d’honneur[4],[1]

## Héritage et critiques
Leonid Raikhman est souvent cité comme un acteur central dans l’« inversion » des responsabilités concernant le massacre de Katyń, en dirigeant l’enquête soviétique interne et en fournissant des documents fallacieux aux tribunaux internationaux. Certaines sources l’ont qualifié d’« homme de Beria » chargé de nettoyer les traces du NKVD concernant ce crime[source détournée].